# استفان کاپوانیاک
استفان کاپوانیاک (انگلیسی: Stefan Kapłaniak؛ ۱۰ آوریل ۱۹۳۳ – ۸ اوت ۲۰۲۱) قایقران کایاک، و قایقران کانو اهل لهستان بود.
وی در مسابقات کشوری و بین‌المللی در مجموع برندهٔ ۲ مدال طلا، ۱ مدال برنز شده‌است.